# جورج جيمس بيرس
جورج جيمس بيرس (1868-1954) عالم نبات أمريكي معروف عن عمله في فسيولوجيا النبات.

## روابط خارجية
- أعمال أو نبذة عن جورج جيمس بيرس على أرشيف الإنترنت